# Frente de Stalingrado
El Frente de Stalingrado (en ruso: Сталинградский фронт)  fue un Frente (grupo de ejércitos), perteneciente al Ejército Rojo de la Unión Soviética durante la Segunda Guerra Mundial. El nombre indicaba la principal región geográfica en la que el Frente combatió, con base en la ciudad de Stalingrado en el río Volga. Fue principalmente destinado a detener la ofensiva alemana contra Stalingrado y posteriormente tuvo una destacada participación en la operación Urano que expulsó a la Wehrmacht de las regiones del Cáucaso y de la parte oriental de Ucrania. Fue renombrado como Frente Sur el 1 de enero de 1943. 

## Formación
Por orden de la Stavka del 12 de julio de 1942, se formó el Frente de Stalingrado, inicialmente al mando del mariscal de la Unión Soviética Semión Timoshenko, con Nikita Jruschov como miembro del Consejo Militar y el general Pável Bodin como jefe del Estado Mayor. Aparentemente, su formación podría parecer un mero cambio de nombre del ahora disuelto Frente Sudoeste, pero de hecho se trataba de una formación en gran parte nueva, ya que las únicas unidades efectivas bajo su mando eran los nuevos 62.º, 63.º y 64.º Ejércitos, formados a partir de los ejércitos de reservaː 7.º, 5.º y 1.º, respectivamente.
Los ejércitos del antiguo Frente Suroeste habían sufrido fuertes bajas y parcialmente rodeados en las etapas iniciales de la Operación Azul (28 de junio - 24 de noviembre de 1942) y los remanentes estaban en retirada hacia la margen oriental del río Don. Se ordenó al nuevo frente que mantuviera una línea defensiva a lo largo de la gran curva del Don, aproximadamente entre pequeña población de Klétskaya y la confluencia de los ríos Chir y el Don, preparándose para detener el avance del Sexto Ejército alemán.
El 22 de julio, Stalin concluyó que Timoshenko ya no era capaz de ejercer un mando efectivo sobre las tropas bajo su mando y llamó al teniente general Vasili Górdov a Moscú para que se hiciera cargo del frente. Jruschov y Bodin permanecieron en sus respectivos puestos. En ese momento, el Frente de Stalingrado tenía ocho ejércitos bajo su mando: además de los mencionados anteriormente se le habían unido los ejércitos 51.º, 57.º, 21.º, 28.º y 38.º, de los cuales los últimos cuatro se encontraban en condiciones particularmente precarias. Los restos del 28.º Ejército se estaban reconstruyendo como el 4.º Ejército de Tanques, mientras que el 38.º se estaba reconstruyendo de manera similar como el 1er Ejército de Tanques. El frente también incluía el 8.º Ejército Aéreo y la Flotilla del Volga.

## Batalla de Stalingrado

Esquema de la Operación Urano el Frente de Stalingrado está al sur.

El 23 de julio, el Sexto Ejército inició una operación de tenaza con su XIV y XXIV Cuerpo Panzer contra el 62.° Ejército soviético. Al final del día siguiente, dos divisiones de fusileros del ejército habían sido apartadas hacia el norte, el flanco derecho del ejército había sido profundamente penetrado y parcialmente rodeado en la región de Maiórovski antes de que el avance fuera detenido debido a las dificultades de suministro y a la cada vez más seria resistencia soviética. Stalin ordenó a los ejércitos de tanques a medio formar que atacaran la pinza norte, ataque que comenzó el día 25. Si bien estos contraataques fueron demasiado inconexos para lograr resultados decisivos, al día siguiente el avance alemán se detuvo, con los tanques soviéticos irrumpiendo en la retaguardia del XIV Cuerpo y después de que los alemanes fueran incapaces de cerrar el hueco de 35 km entre las pinzas. El 21.º Ejército aún en reconstrucción se unió al contragolpe ese mismo día.

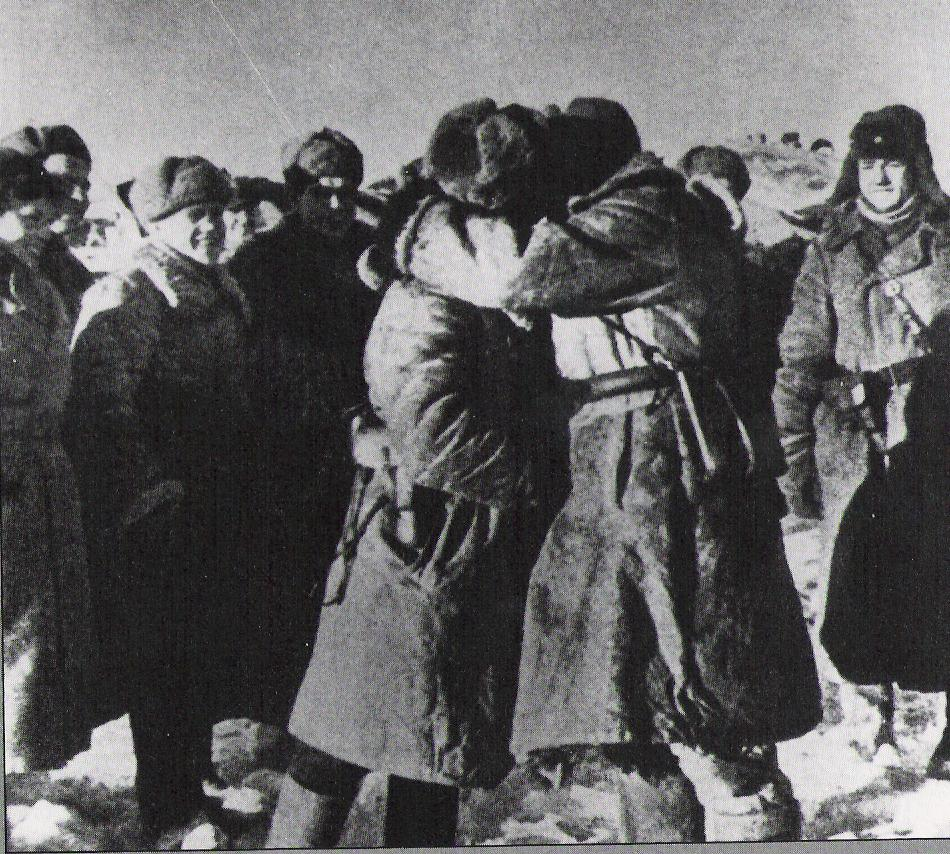
Los comandantes de las unidades de vanguardia soviéticas se abrazan después de completar el cerco del 6.º Ejército alemán

Durante el resto del mes, estas acciones continuaron obstaculizando el avance alemán y desgastando su fuerza, y también aliviaron a la fuerza soviética parcialmente rodeada, aunque a un costo considerable en hombres y material. El 28 de julio, la STAVKA liberó nueve divisiones de fusileros adicionales de la Reserva del Alto Mando Supremo. Dos días después, el teniente general Vasili Chuikov fue reasignado del mando del 64.º Ejército a subcomandante del Frente de Stalingrado de Górdov. El teniente general Mijaíl Shumílov asumió el mando del 64.º Ejército.
Para el 4 de agosto, la STAVKA reconoció que el tamaño de este frente no podía controlarse de manera efectiva desde un solo cuartel general, por lo que creó el nuevo Frente Sureste, para asumir la defensa de  los sectores al sur del frente. Después de una discusión considerable, el coronel general Andréi Yeriómenko se le dio el mando del Frente Sureste, dejando a Vasili Górdov al mando del Frente de Stalingrado. A Yeriómenko se le asignó la responsabilidad de la defensa de la ciudad y también tuvo un papel de supervisión sobre Górdov.
Para el 28 de septiembre, los frentes de Stalingrado y Sureste se habían reforzado hasta el punto de que se ordenó una nueva reorganización. Se creó el nuevo Frente de Don, con los ejércitos 63.º, 21.º, 4.° de Tanques, 1.° de Guardias, 24.° y 66.°, bajo el mando del teniente general Konstantín Rokossovski, que fue transferido del mando del Frente de Briansk; Górdov fue trasladado a las reservas de la STAVKA. El Frente Sureste se disolvió y Yeriómenko fue puesto al mando del nuevo Frente de Stalingrado reorganizado, bajo su mando estaban los siguientes ejércitosː 62.° Ejército (Vasili Chuikov) en la ciudad de Stalingrado, 64.° Ejército (Mijaíl Shumílov) alrededor de Béketovka, el 57.° Ejército (Fiódor Tolbujin) hasta más allá del lago Sarpa, el 51.° Ejército (Nikolái Trufánov) desplegado a lo largo de la línea de los lagos y el 28.° Ejército (Vasili Guerasimenko) que se extendía hasta más allá de la estepa de Kalmukia, más el 8.º Ejército Aéreo (Timoféi Jriukin). Esta estructura de mando permanecería estable durante el resto de la batalla.

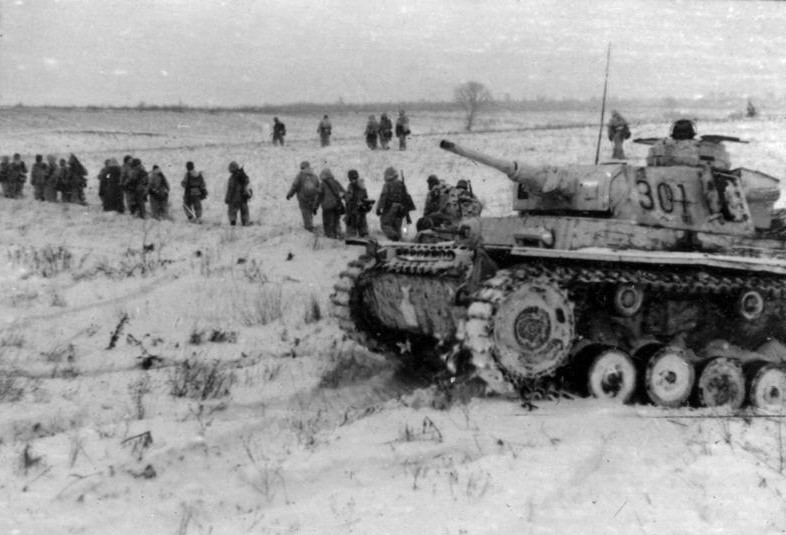
Tropas de los Panzergranaderos el 22 de diciembre de 1942, cuando ya se intuía el fracaso de la operación Wintergewitter.

Durante la operación Urano, la STAVKA asignó al Frente de Stalingrado, la tarea de lanzar ataques contra las unidades alemanas estacionadas en la propia ciudad de Stalingrado, para evitar que pudieran reforzar a los ejércitos rumanos desplegados en sus flancos y, al mismo tiempo, el frente debía lanzar la pinza sur del proyectado ataque contra las débiles líneas del 4.º Ejército rumano, estacionado al sur de la ciudad. El 20 de noviembre de 1942, el frente de Stalingrado, lanzó el ataque y, aunque al principio la defensa rumana fue decidida, rápidamente rompió las líneas del 4.º Ejército rumano y se unió, dos días después, con el frente suroeste en Kalach del Don, 80 km detrás de las líneas alemanas, completando así el cerco del 6.º Ejército alemán en Stalingrado. Del 16 al 21 de diciembre de 1942, el frente de Stalingrado, con el apoyo del 2.º Ejército de la guardia, resistió el intento de liberación liderado por Erich von Manstein en la llamada Operación Wintergewitter. 
El 1 de enero de 1943, el Frente de Stalingrado fue disuelto y pasó a denominarse Frente Sur.

## Composición
A 19 de noviembre de 1942, al inicio de la operación Urano, el Frente de Stalingrado se encontraba bajo el mando del coronel general Andréi Yeriómenko, e incluía las siguientes unidadesː 
- 62.º Ejército - comandante teniente general Vasili Chuikov
  - 13.ª División de Fusileros de Guardias - comandante mayor general Aleksandr Rodímtsev
  - 37.º División de Fusileros de Guardias - comandante mayor general Víktor Zhóludev
  - 39.º División de Fusileros de Guardias - comandante mayor general Stepán Gúrev
  - 45.º División de Fusileros - comandante mayor general Vasili Sokolov
  - 95.º División de Fusileros - comandante mayor general Vasili Gorishni
  - 112.º División de Fusileros
  - 138.º División de Fusileros
  - 193.º División de Fusileros
  - 196.º División de Fusileros
  - 244.º División de Fusileros
  - 284.º División de Fusileros - comandante mayor general Nikolái Batiuk
  - 308.º División de Fusileros - comandante mayor general Leonti Gurtíev
  - 10.º División de Fusileros del NKVD - comandante mayor general Vladímir Rogatin
  - 92.º Brigada de infantes de marina
  - 42.º, 115.º, 124.º, 149.º y 160.º Brigadas especiales
  - 84.º, 137.º y 189.º Brigadas de tanques
- 64.º Ejército - comandante mayor general, luego teniente general Mijaíl Shumílov
  - 36.º División de Fusileros de Guardias
  - 29.º División de Fusileros
  - 38.º División de Fusileros
  - 157.º División de Fusileros
  - 204.º División de Fusileros
  - 154.º Brigada de infantes de marina
  - 66.º, 93.º, 96.º, y 97.º Brigadas especiales
  - 13.º, 56.º Brigadas de tanques
- 57.º Ejército - comandante mayor general, luego teniente general Fiódor Tolbujin
  - 169.º División de Fusileros
  - 422.º División de Fusileros
  - 143.º Brigada especial
  - 90.º, 235.º Brigadas de tanques
  - 13.º Cuerpo mecanizado - comandante mayor general de blindados Trofim Tanaschishin
- 51.º  Ejército - comandante mayor general Nikolái Trufánov
  - 15.º División de Fusileros de Guardias
  - 91.º División de Fusileros
  - 126.º División de Fusileros
  - 302.º División de Fusileros
  - 38.º Brigada especial
  - 254.º Brigada de tanques
  - 4.º Cuerpo mecanizado - comandante mayor general, luego teniente general de blindados Vasili Volski
  - 4.º Cuerpo de caballería - comandante teniente general Timoféi Shapkin
- 28.º Ejército - comandante teniente general Vasili Guerasimenko
  - 34.º División de Fusileros de Guardias
  - 248.º División de Fusileros
  - 52.º, 152.º, 159.º Brigadas especiales
  - 6.º Brigada de tanques de Guardia
- 8.º Ejército Aéreo - comandante mayor general, luego teniente general de aviación Timoféi Jriukin

Reservas del Frente de Stalingradoː 330.º División de fusileros, 85.º Brigada de tanques

## Mandos
Comandantes
- Mariscal de la Unión Soviética Semión Timoshenko. (12 de julio-21 de julio de 1942);
- Teniente general Vasili Górdov (21 de julio-28 de septiembre de 1942);
- Coronel general Andréi Yeriómenko (28 de septiembre-1 de enero de 1943).

Miembro del Consejo Militar
- Teniente general Nikita Jruschov (12 de julio-31 de diciembre de 1942).[12]

Jefes de Estado Mayor
- Teniente general Pável Bodin (12-24 de julio de 1942);[13]
- Mayor general Dmitri Nikishev (24 de julio-9 de septiembre de 1942);[14]
- Mayor general Kirill Kovalenko (10-30 de septiembre de 1942);[15]
- Mayor general Gueorgui Zajárov (30 de septiembre-5 de octubre de 1942);[16]
- Mayor general Iván Varénnikov (6 de octubre-31 de diciembre de 1942).[17]